# Johan van den Sande

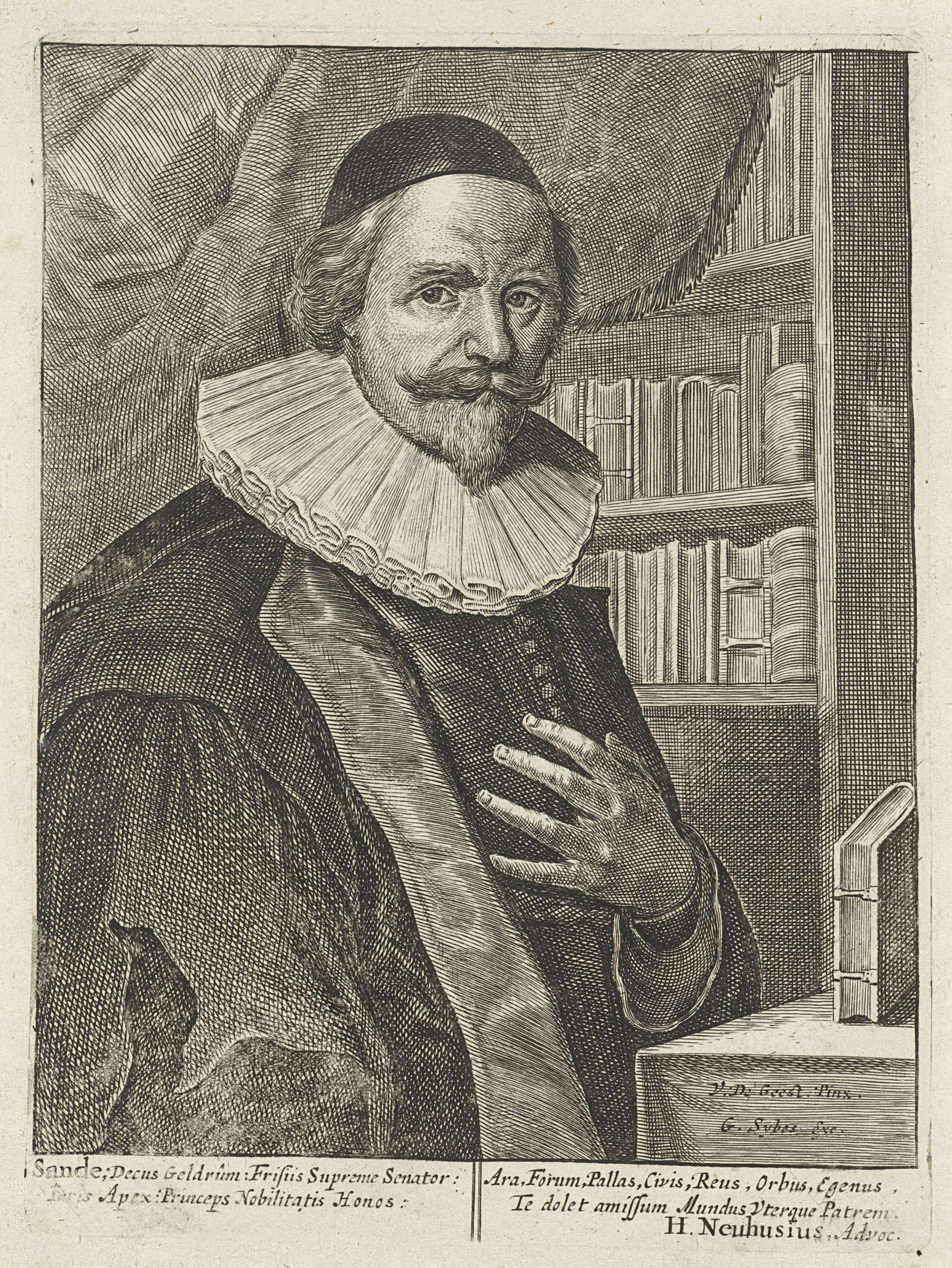
Johan van den Sande

Johan van den Sande (of kortweg Jan van Sande ) (Arnhem, 28 juni 1568 – Leeuwarden  17 november 1638) was een vooraanstaand schrijver van het gewoonterecht van Friesland en historicus. Hij werd geboren in Arnhem en studeerde aan de universiteiten van Wittenberg en Leiden. Op dertigjarige leeftijd werd hij hoogleraar aan de Universiteit van Franeker. Later werd hij lid van het Hof van Friesland. Zijn Decisiones Curiae Frisiccae is een verhandeling over het geldende recht in Friesland, geïllustreerd met uitspraken van de Friese rechtbank. Hij citeerde uit een aantal andere bronnen en een grote verscheidenheid aan Europese schrijvers.

## Werken (selectie)
- Joannis à Sande: Commentaar duo singulares, quorum primus est De actionvm cessione . Franecherae, 1633
- Joannes à Sande: Decisiones Frisicæ siue Rervm in svprema Frisiorum curia iudicatarum . Leovardiae, 1639
- Johan van den Sande: Kort begryp der Nederlantsche historien. 3en druk. Leeuwarden, 1651

- Bibsys: 14003959
- Biblioteca Nacional de España: XX1431588
- Biografisch Portaal: 13596556
- Digitale Bibliotheek voor de Nederlandse Letteren: sand003
- Gemeinsame Normdatei: 124298605
- International Standard Name Identifier: 0000 0000 7972 7886
- Library of Congress Control Number: n93059520
- Nationale Bibliotheek van Tsjechië: ola2012736157
- Nationale Bibliotheek van Israël: 987007301539605171
- Nederlandse Thesaurus van Auteursnamen: 068417748
- Réseau des bibliothèques de Suisse occidentale: 02-A012349448
- LIBRIS: 317036
- Système universitaire de documentation: 13909234X
- Virtual International Authority File: 30467242
- WorldCat: E39PBJgt3KYC8VwJXV3X7Dv8md